# Evil Rose
Evil Rose es una de las peleadoras seleccionables que aparece en el juego Rumble Roses de Konami y también en su secuela Rumble Roses XX. Es una mujer vestida con un traje rojo y una máscara de diablo, su estilo de lucha es rudo. Se destaca por tener habilidades sobrehumanas que consiguió por ser víctima de terribles experimentos en donde reprogramaron su mente. Evil Rose también aparece en una versión pequeña y caricaturizada en los juegos New International Track & Field y Krazy Kart Racing.

## Información general
Evil Rose ("rosa malvada" en inglés) es una luchadora enmascarada de lucha libre. Es una mujer de figura voluptuosa que viste un traje de cuero totalmente rojo con un marcado estilo BDSM. Su traje representa a una típica diablita, con cuernos en la cabeza y una cola puntiaguda. Además tiene el dibujo de una gran rosa en su bota, en referencia a su nombre. Su rostro siempre está cubierto por su máscara de luchadora, aunque se puede apreciar que tiene ojos color café y cabello corto de color violeta. Su apodo de luchadora es Beast from the Underground (la bestia del subsuelo).
En los encuentros de lucha en el lodo, Evil Rose viste un bikini rosa de dos piezas y el motivo de su traje es el de una gatita en lugar de una diablita. Su máscara ahora tiene orejas de gato y también tiene una cola felina. Viste además sandalias de playa en lugar de botas.
Evil Rose se destaca por tener un comportamiento animal y un estilo de pelea muy violento. Además es poseedora de poderes especiales que le concedieron una agilidad y reflejos sobrehumanos. Tiene además un misterioso pasado, el cual no puede recordar a causa de las pruebas a las que fue sometida y que la convirtieron en prácticamente un animal sin emociones que sigue las órdenes de la científica Anesthesia. 
Durante la historia del juego se revelan detalles de su pasado. En sus orígenes Evil Rose era una luchadora llamada Fujiko Hinomoto, que entrenó junto a su hermana menor Reiko Hinomoto, siguiendo los pasos de su madre, la peleadora Kamikaze Rose, una leyenda de la lucha libre. Ambas hermanas fueron separadas tras la muerte de su madre y Fujiko fue reclutada por Anesthesia, quien comenzó a entrenarla intensamente con el fin de convertirla en la luchadora perfecta. Durante este tiempo Fujiko fue víctima de crueles experimentos poco claros en donde perdió sus emociones y se convirtió en una mascota de Anesthesia, utilizada para cumplir los deseos de su ama y programada para acabar con sus oponentes de forma brutal, con lo que se ganó una temible reputación en el ring.
La fuerte manipulación mental que Anesthesia provocó sobre Evil Rose comenzó a desmoronarse cuando esta entró en contacto con su hermana Reiko, y al verla pelear comenzó a recuperar sus recuerdos débilmente. Guiada por su deseo de protegerla, Evil Rose le pidió a Reiko que se aleje del ring, pero Reiko de inmediato comenzó a tener sospechas y finalmente cuando ambas se enfrentaron, pudo comprobar que Evil Rose era en verdad su desaparecida hermana Fujiko. Al ser vencida por Reiko, Evil Rose finalmente recuperó toda su memoria y su voluntad propia y dejó de obedecer a Anesthesia, a quien de inmediato declaró como su enemiga mortal y quedó determinada a acabar con ella por todo el daño causado. El deseo de proteger a su pequeña hermana perduró pese a todos los cambios sufridos.

## Habilidades
Evil Rose es poseedora de agilidad sobrehumana la cual demuestra entrando al ring al saltar desde el suelo y pasando por encima de las cuerdas. También es poseedora de una fuerza y velocidad extraordinarias que resultan ventajosas para forcejear y rechazar los ataques enemigos. Evil Rose está más limitada en cuanto a su poder y rango de ataque, que solo tienen un nivel promedio. Su comportamiento y forma de moverse se asemejan a los de un animal y llega incluso a gruñir y lanzarse como un tigre en algunos de sus movimientos especiales:
- Monster Stomp (Lethal): Con su oponente caído salta desde las cuerdas y cae parada sobre su estómago girando como trompo.

- Bloody Rose (Lethal): Agarre en el que coloca la cabeza del oponente entre sus piernas y sujeta al enemigo dejándolo cabeza abajo en posición vertical. Luego deja caer al enemigo violentamente, estrellando su cabeza contra la lona.

- Rolling Powerbomb (Killer): Ejecuta un Powerbomb y junto a su oponente da una voltereta en el aire, de modo que cae sentada sujetando al enemigo que queda boca abajo e indefenso.

- Vampiressa (Humiliation): Una complicada toma en donde Evil Rose se coloca de rodillas y sujeta a su oponente de modo que queda cabeza abajo en posición vertical y con las piernas completamente abiertas, mientras le aplica presión en su hombro y una de sus piernas.

## Versión opuesta
La versión opuesta de Evil Rose es Noble Rose. Esta es la propia Fujiko Hinomoto que, tras recobrar el sentido, abandona su identidad de Evil Rose y asume una nueva identidad como una luchadora heroica, amante de la justicia, y decidida a derrotar a Anesthesia para evitar que repita en otra luchadora la manipulación que ella debió sufrir.
Noble Rose es verdaderamente inversa a Evil Rose, aunque mantiene una personalidad fría y distante, se siente más dedicada a pelear para proteger a su hermana y por una causa justa. Su estilo de pelea también se vuelve más limpio y técnico, aunque sigue manteniendo su característica brutalidad.

## Apariciones en videojuegos

### En la saga Rumble Roses
La saga Rumble Roses es una serie de videojuegos de lucha libre protagonizados únicamente por mujeres.
- Rumble Roses (juego) (2004 - PS2): Evil Rose es una de las luchadoras seleccionables desde el inicio. Su versión opuesta es Noble Rose.

- Rumble Roses XX (2006 - Xbox 360): Evil Rose es una de las luchadoras seleccionables desde el inicio. Su versión opuesta es Noble Rose. En esta versión se ha agregado además su versión "súper ruda" en donde se convierte en una mujer con piel y cola de reptil.

### En otras series
- New International Track & Field (2008 - NDS): Juego de deportes olímpicos en el que se puede desbloquear a una Evil Rose caricaturizada como personaje seleccionable y ponerla a competir junto a los atletas protagonistas.

- Krazy Kart Racing (2010 - iOS, Android): Juego de carreras de karts en donde Evil Rose aparece como uno de los corredores seleccionables. Al igual que el anterior, tiene un aspecto caricaturizado.

## Curiosidades
- Evil Rose tiene un pequeño tatuaje en el pecho, esta es una marca colocada por Anesthesia a las luchadoras que han sido parte sus experimentos. Noble Rose también conserva esta marca. Este tatuaje aparece dibujado en su kart en Krazy Kart Racing.

- Evil Rose es el único personaje de Rumble Roses que no contesta ninguna pregunta cuando participa en las entrevistas.